# Charles Albanel
Pour les articles homonymes, voir Albanel.
Charles Albanel, né vers 1616 à Ardes, Puy-de-Dôme (France) et mort le 11 janvier 1696 à Sault-Sainte-Marie, Ontario (Canada), est un prêtre jésuite français, missionnaire en Nouvelle-France. Arrivé à Québec en 1649, il hiverne annuellement à l’intérieur des terres, dans la région de Tadoussac, en territoire innu pendant dix ans. En 1671, l'intendant Jean Talon l'envoie à la baie d'Hudson à la recherche de la mer du Nord. L'année suivante, Albanel poursuit sa mission. La présence anglaise à la baie d'Hudson dérange les administrateurs français. Albanel atteint le lac Mistassini puis la baie d'Hudson en juin. En 1673, le gouverneur Louis de Buade de Frontenac fait encore une fois appel au père jésuite. Il le dépêche auprès du gouverneur anglais de la Hudson's Bay Company, Charles Bayly, à la baie d'Hudson. Celui-ci le détient et l'envoie en Angleterre. Albanel revient dans la colonie à l'été 1676. Il passe les vingt dernières années de sa vie dans les missions de Saint-François-Xavier et de Sault-Sainte-Marie, où il meurt.

## Biographie

### Enfance et formation
Les sources demeurent muettes sur la famille de Charles Albanel. Il entre par ailleurs chez les Jésuites (Compagnie de Jésus) le 16 septembre 1633. Son noviciat terminé, il enseigne notamment au collège de Quercy puis de Carcassonne. Il fait ensuite de la philosophie à Billom et des études de théologie au collège de Tournon, où il est ordonné prêtre.

## En Nouvelle-France

### Un Jésuite actif
Le père Albanel arrive à Québec le 23 août 1649. Dans les mois suivants, il officie quelques baptêmes à Montréal et effectue un premier hivernement auprès des Innus. Au cours de l'hiver 1650-1651, il séjourne 6 mois chez des nations autochtones.
De 1650 à 1660, il hiverne à Tadoussac auprès des Innus et revient à Québec chaque printemps. Albanel est ensuite chargé de la mission du Cap-de-la-Madeleine de 1661 à 1665. L'année suivante, il accompagne Alexandre de Prouville de Tracy et le régiment de Carignan-Salières dans une expédition contre les Agniers. En 1668-1669, il est brièvement supérieur de la mission de Sillery avant de retourner à Tadoussac.

### Un hiver parmi les Mistassinis

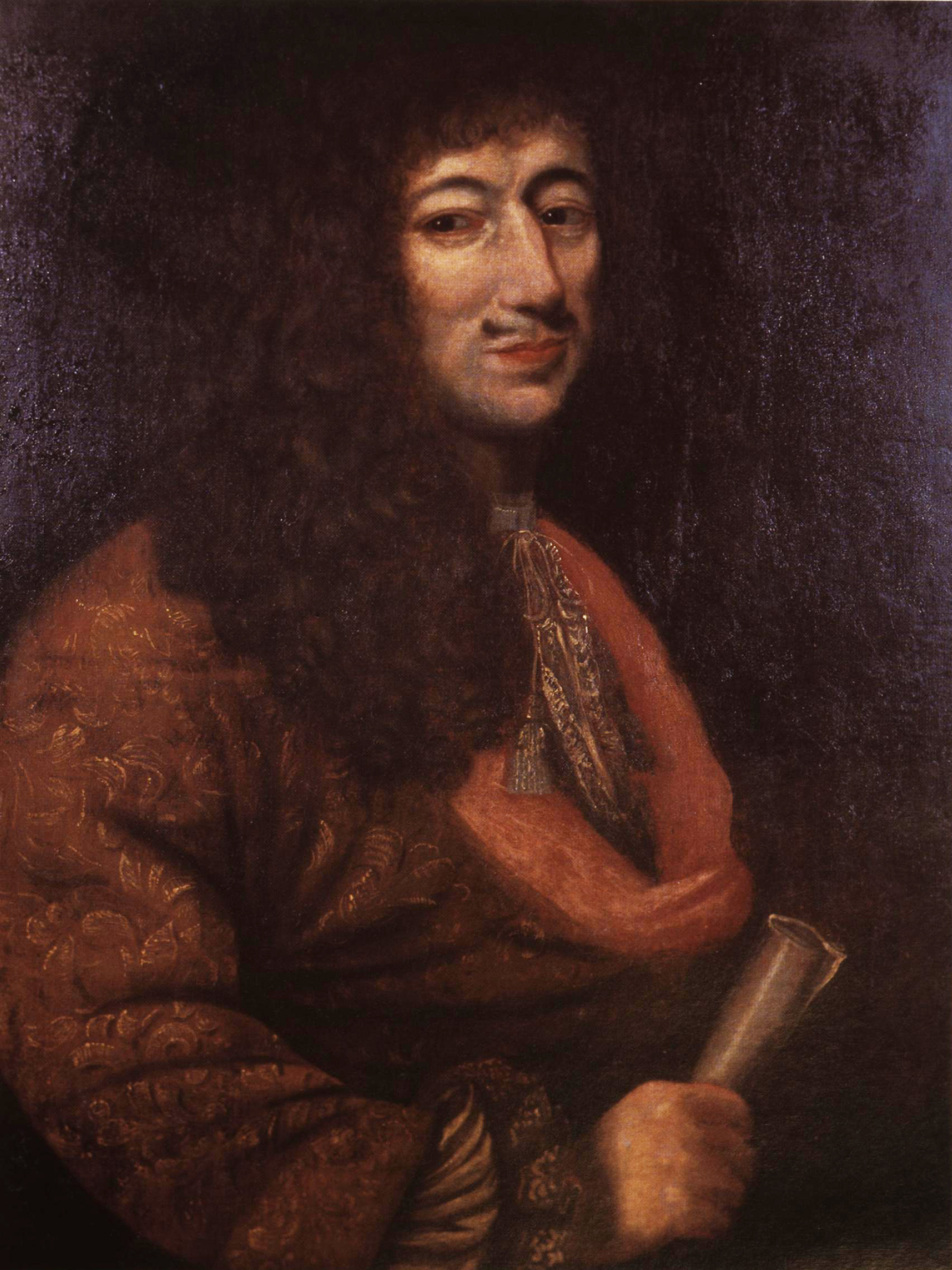
L'intendant Jean Talon envoie le père Albanel à la baie d'Hudson en 1671.

Non content d'apprendre l'avancée des Anglais à la baie d'Hudson, Jean Talon décide d'envoyer le père Albanel et Paul Denys Saint-Simon pour explorer la région. Il demande à Albanel de faire partie de l'expédition étant donné sa connaissance des langues autochtones. Marie de l'Incarnation affirme en effet « qu'il sait en perfection la langue montagnaise ». Le supérieur jésuite, le père Dablon, remarque pour sa part que « depuis longtemps, il a beaucoup pratiqué les Sauvages, qui ont connaissance de cette mer et qui seuls peuvent estre les conducteurs par ces routes, jusqu'à présent inconnuës ».
Les Français devront prendre possession de la mer du Nord, un territoire qu'ils convoitent depuis longtemps, s'ils l'atteignent. De plus, ils devront tenter de se rapprocher des Autochtones de la région, qui pourront se révéler de précieux alliés dans le commerce des fourrures.
Albanel quitte Québec le 6 août 1671 et, deux jours plus tard, il retrouve Paul Denys Saint-Simon et un certain Sébastien Provencher à Tadoussac. Des guides innus les y rejoignent. Le groupe quitte Tadoussac le 29 août. Le 7 septembre, Albanel et ses compagnons arrivent au bord du lac Saint-Jean. Ils le traversent en 10 jours. Apprenant que les Anglais étaient dans la région pour faire la traite des fourrures, par précaution Albanel envoie des messagers à Québec pour en obtenir des passeports officiels du gouverneur Daniel de Rémy de Courcelles. Comme les messagers tardent à revenir, le groupe d’explorateurs décide qu'il est préférable de passer l’hiver parmi les Mistassinis. Cela lui donne l'occasion de baptiser une centaine d’adultes et autant d'enfants. Au cours de ce voyage, il en profite pour tenir un journal. Même s'il avait de l'expérience parmi les Autochtones, Albanel souligne qu'« en matière de souffrance, je puis asseurer, que de dix hivernements que j'ay faits dans les bois avec les Sauvages, les neufs premiers ne m'ont pas tant donné de peine que ce dernier. » 

Le 2 novembre, l'intendant Jean Talon rédige un mémoire dans lequel il rappelle qu'
« il y a trois mois que j'ay fait partir avec le Pere Albanel, jésuite le sr de st simon gentilhomme de Canada [...] ; ils doivent pousser jusqu'a la baye d'hudson, faire des memoires sur tout ce qu'ils decouvriront, lier commerce de pelleteries avec les sauvages et surtout reconnoistre s'il y a lieu d'y faire hiverner quelques bastiments pour y faire un entrepost qui puisse un jour fournir des rafraichissements aux vaisseaux qui pourront cy apres descouvrir par cet endroit la communication des deux mers du nord et du sud ». 

### Le lac Mistassini et la baie James
Le 1er juin 1672, trois Français, y compris le père Albanel, et seize Autochtones prennent place à bord de trois petites embarcations. Le rythme est rapide pendant tout le voyage. Albanel rappelle que la « maxime estoit de partir de bon matin, & de gister bien tard ». Il en souligne toutefois les difficultés:  

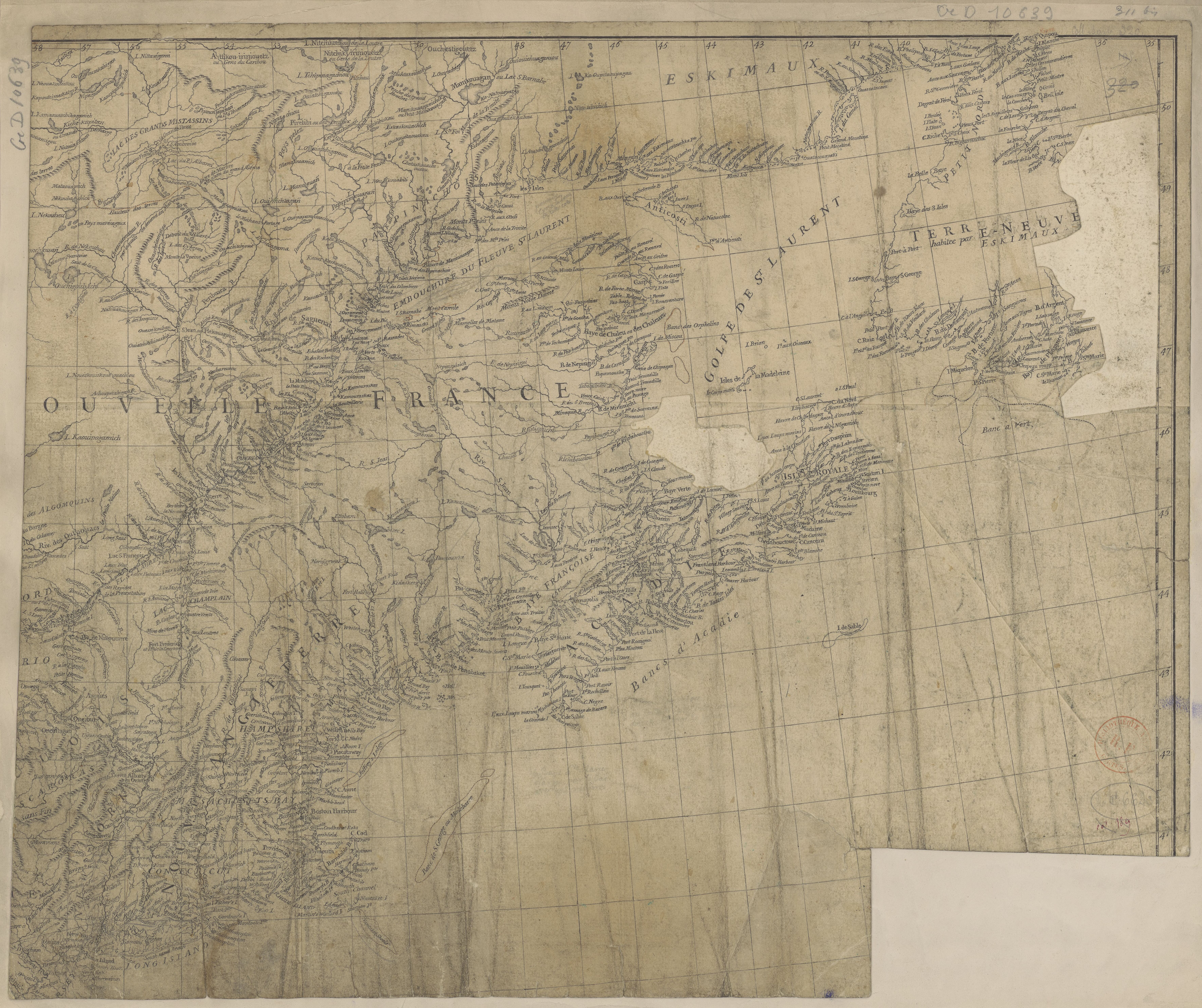
Sur cette carte de Jean-Baptiste d'Anville, plusieurs lieux traversés par le père Albanel en 1672 sont représentés. On y voit même le lac du père Albanel.

« Nous eusmes six journées de rapides, il falloit faire monter presque continuellement le canot contre le fil de l'eau, bien souvent il falloit mettre pied à terre, marcher dans les bois, grimper sur des rochers, remonter sur des éminences escarpées à travers des touffes d'arbres... ensuite nous fusmes arrestez deux jours par des pluyes ». 

Le groupe arrive finalement le 18 juin au lac Mistassini. Le voyage s'est effectué en 17 jours. Le père Albanel note son arrivée:
« Le 18, nous entrasmes dans ce grand Lac des Mistassirinins qu'on tient estre si grand, qu'il faut vingt jours de beau temps pour en faire le tour, ce Lac tire son nom des rochers dont il est remply, qui sont d'une prodigieuse grosseur, il y a quantité de tres-belles Isles ».
Le groupe y rencontre des Mistassins. Moukoutagan demande à Albanel de s'arrêter là afin de lui permettre de prévenir l'« aîné maistre de ce pais ». Albanel réplique : « Le François ayant délivré tout ce païs des incursions des Iroquois vos ennemis, mérite bien qu'on luy fasse un droit d'aller & de venir avec toute liberté sur cette terre, qu'il a conquise par ses armes. De plus, Dieu, que vous distes vous mesmes estre le maistre de toutes choses [...] me donne le droit de passer librement partout. » Albanel semble comprendre qu'il a obtenu la liberté d'aller où bon lui semble mais il n'y a aucune preuve que les Mistassins ont vu les choses ainsi.
Ensuite, ils reprennent les portages et la navigation. Ils descendent la rivière Rupert et arrivent au lac Nemiscau le 25 juin. Albanel et ses compagnons atteignent la baie James le 28 juin. Ils y trouvent le capitaine Kiaskou. Albanel lui réaffirme que les Français ne sont pas là pour commercer mais bien pour convertir les Autochtones. Il réitère son droit de circuler. Kiaskou se montre très surpris de cette réponse : « On dira à Québec, que je n'ay point de bouche, que je suis un enfant, qui ne sçais pas parler ». Encore là, rien n'indique que les Autochtones de la région aient renoncé à leurs droits territoriaux.
Ne rencontrant aucun Anglais ni Français passés à leur solde (Pierre-Esprit Radisson et Médard Chouart des Groseilliers), ils décident d'entamer le voyage de retour. Le 9 juillet, ils sont à nouveau au lac Nemiscau où ils arborent les armes du roi de France, Louis XIV. À la fin juillet, l'équipée arrive enfin au lac Saint-Jean.
Ils viennent d'effectuer un voyage très difficile, comportant de nombreux portages. Albanel note avec fierté: « Jusqu'icy on avait estimé ce voyage impossible aux Français, qui après l'avoir entrepris déjà par trois fois. [...] La conduite m'en estoit deue après dix-huit ans de poursuites que j'en avois faites & j'avois des preuves assez sensibles que Dieu m'en réservoit l'exécution. » 

### Le père jésuite est dépêché auprès du gouverneur anglais à la baie d'Hudson

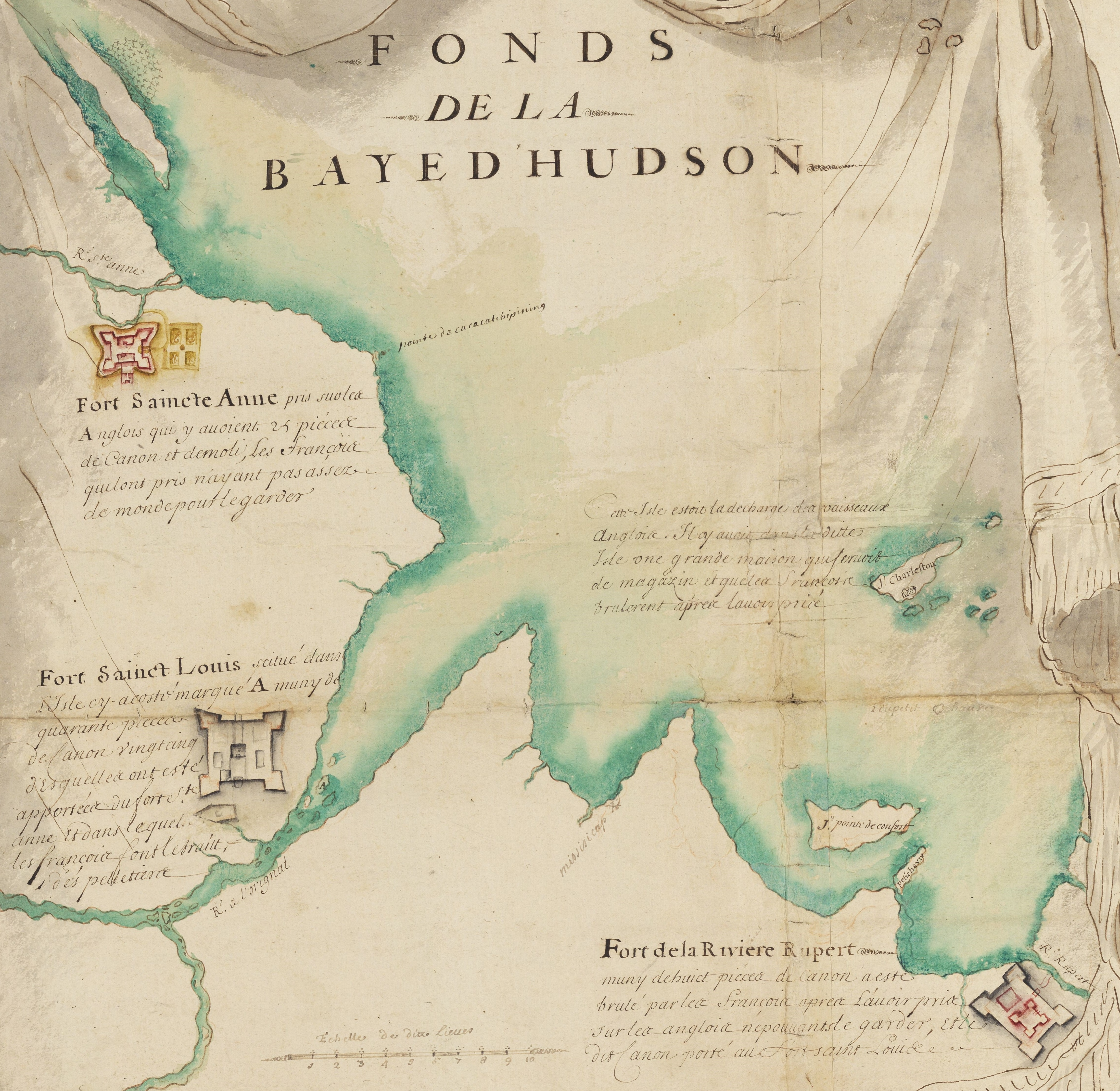
Cette carte de la baie d'Hudson montre où sont situés les forts anglais.

Albanel n'a pas beaucoup de temps pour se reposer de ce voyage éprouvant. En 1673, le gouverneur Louis de Buade de Frontenac fait aussi appel lui. Il le dépêche auprès du gouverneur anglais Charles Bayly à la baie d'Hudson. Selon Frontenac: « des Groseillers nous débauchait tous les Sauvages et leur faisait des présents pour les attirer à la Baie d'Hudson ». Frontenac lui confie une lettre à son attention datée du 8 octobre à remettre à Bayly. Albanel prend la route de la mer du Nord le 13 janvier 1674. Il est blessé à la suite d'un incident qui le force à hiverner près du lac Saint-Jean. Il arrive à la rivière Rupert le 30 août 1674 en compagnie d'un Français et d'un Autochtone. Mais l'accueil de Bayly n'est pas des plus chaleureux. Ce dernier détient le Jésuite et l’envoie en Angleterre. Albanel ne retrouve sa liberté qu'au début de 1676. Il passe presque aussitôt en France avant de se rembarquer sur un navire à destination de la Nouvelle-France. Il arrive à Québec le 22 juillet.

### Vingt dernières années en missions
Trois jours après son retour à Québec, Albanel est nommé supérieur de la mission de Saint-François-Xavier (aujourd'hui située dans le Wisconsin) le 25 juillet 1676 puis en 1683, il part s'occuper de celle de Sault-Sainte-Marie aux côtés de Louis André. Il a l'occasion d'y côtoyer notamment des Saulteux et des Cris.

### Mort
Charles Albanel meurt à Sault-Sainte-Marie le 11 janvier 1696.

### Toponymie
La ville d'Albanel au Saguenay-Lac-Saint-Jean est nommée en son honneur.
Il y a plusieurs rues Albanel (dont à Chicoutimi, Lévis, Sherbrooke, Candiac et Montréal), Charles-Albanel (dont à Dolbeau-Mistassini et Trois-Rivières) ou Père-Albanel (Québec) au Québec.
Le lac Albanel à Eeyou Istchee Baie-James dans le Nord-du-Québec est aussi nommé en sa mémoire.

### Hommage
Une rose porte son nom, la rose Charles-Albanel (en), introduite par Felicitas Svejda.